# ベラミア
ベラミアは、超大型のタンカーであり、バティラス級スーパタンカーの2番船である。

## データ
- 運航会社
- 就航   1976年
- その後    1986年に解体
- 全長   414.22m
- 全幅
- 総トン数

## 概要
ベラミアは、バティラス級スーパタンカーの2番船として、1976年にデビューし、その10年後の、1986年に解体された。なお、全長では世界第5位の長さだが、バティラス級の中では一番小さかった。

## 同型船
- 1番船   バティラス
1976年  竣工    1985年    解体
- 3番船   ピエール・ジョーマ
1977年   竣工    1983年   解体
- 4番船   プレリアール
1979年   竣工    2003年   解体